# Zorgtoeslag
De zorgtoeslag is een inkomensafhankelijke tegemoetkoming van de overheid in de kosten van premiebetaling voor de ziektekostenverzekering door Nederlandse burgers. De uitkering is gebaseerd op de Wet van 16 juni 2005, houdende regels inzake de aanspraak op een financiële tegemoetkoming in de premie van een zorgverzekering vanwege een laag inkomen (Wet op de zorgtoeslag) die door de Nederlandse overheid is ingesteld en maakt deel uit van het zogenaamde toeslagenstelsel. De wet wordt uitgevoerd door de Dienst Toeslagen van het Ministerie van Financiën. Reden voor de invoering van deze toeslag door het Ministerie van Volksgezondheid, Welzijn en Sport was om de premie voor de zorgverzekering voor iedereen betaalbaar te houden. De zorgtoeslag houdt geen verband met de individuele ziektekosten. Het is een vast bedrag voor iedereen die voldoet aan de vermogenstoets (zie verderop).
Op basis van het toeslagenstelsel, waaronder ook de huurtoeslag, kinderopvangtoeslag en het kindgebonden budget vallen, werd in 2022 voor een waarde van € 15,7 miljard aan toeslagen uitgekeerd. Ruim twee derde van de Nederlandse huishoudens, 5,7 miljoen, ontving dat jaar een toeslag.

## Regels
Of de aanvrager recht heeft op zorgtoeslag en hoe hoog het uit te keren bedrag zal zijn, is afhankelijk van:
- of er sprake is van een toeslagpartner conform artikel 5 van de Algemene wet inkomensafhankelijke regelingen en
- de hoogte van het (gezamenlijke) toetsingsinkomen en
- de hoogte van het (gezamenlijke) vermogen.

Indien de normpremie voor een verzekerde minder bedraagt dan de standaardpremie heeft de verzekerde aanspraak op een zorgtoeslag ter grootte van dat verschil. De normpremie is 2,655% van het drempelinkomen, vermeerderd met 13,46% van het toetsingsinkomen voor zover dat boven het drempelinkomen uitgaat (2017). Het drempelinkomen (ook in totaal voor twee partners) is één voltijds minimumloon. Als het inkomen lager is of nihil (bijvoorbeeld als voor een werkloze de WW-duur verstreken is en hij meer vermogen heeft dan vrijgelaten is in de bijstand) dan hangt de hoogte van de zorgtoeslag verder niet van dat inkomen af.
Het Besluit percentages drempel- en toetsingsinkomen zorgtoeslag bepaalt voor elk van de jaren tot en met 2040 wat het normpercentage is dat verzekerden over het wettelijk minimumloon zelf dienen te betalen en wat het normpercentage is dat verzekerden over het overig inkomen moeten betalen. Deze percentages zijn oplopend.
Dienst Toeslagen (voorheen Belastingdienst/Toeslagen) zorgt voor de uitbetaling van de zorgtoeslag. Bijkomend gevolg van dat de Dienst Toeslagen de zorgtoeslag regelt is dat de zorgverzekeraars hierdoor geen inzage hoeven te hebben in het inkomen van de zorgverzekerden wat mogelijk als onwenselijk beschouwd kan worden. Deze inkomensgegevens worden na het toeslagjaar door de Belastingdienst automatisch aan Dienst Toeslagen verstrekt, zodra het inkomen door de Belastingdienst is vastgesteld.
Alleen mensen met een niet te hoog toetsinginkomen hebben recht op zorgtoeslag: voor een alleenstaande in 2025 maximaal € 39.719, voor iemand met een toeslagpartner is het maximale gezamenlijke toetsingsinkomen € 50.206.
Dienst Toeslagen zorgt ook voor de terugvordering van mogelijk te veel uitbetaalde Zorgtoeslag. Dienst Toeslagen probeert openstaande vorderingen die niet worden voldaan in eerste instantie met recht op Zorgtoeslag te verrekenen. Lukt dat niet, mag de dienst ook de huurtoeslag, zorgtoeslag, kinderopvangtoeslag en kindgebonden budget met elkaar verrekenen. Voor beslag op zorgtoeslag is belangrijk te weten dat er alleen voor vorderingen van Zorgverzekeraars beslag op de Zorgtoeslag gelegd mag worden. Voor andere vorderingen mag geen beslag op de Zorgtoeslag gelegd worden.
De vermogenstoets voor de Zorgtoeslag wordt jaarlijks aangepast.
- in 2021 is het maximale vermogen zonder toeslagpartner € 118.479, met toeslagpartner € 149.819.
- in 2022 is het maximale vermogen zonder toeslagpartner € 120.020, met toeslagpartner € 151.767.
- in 2023 is het maximale vermogen zonder toeslagpartner € 127.582, met toeslagpartner € 161.329.[4]
- in 2024 is het maximale vermogen zonder toeslagpartner € 140.213, met toeslagpartner € 177.301.[5]

## Geschiedenis
De zorgtoeslag is ingevoerd in 2006 als onderdeel van het nieuwe zorgstelsel. In 2006 hebben ongeveer 5,1 miljoen Nederlanders de zorgtoeslag aangevraagd. Veel Nederlanders hebben geen toeslag aangevraagd omdat ze uitgaan van het brutoloon, terwijl de toeslag wordt gegeven op basis van het toetsingsinkomen, hetgeen vaak lager is door de aftrek van de betaalde hypotheekrente.

##### Vermogenstoets met ingang van 2013
De Wet van 5 april 2012 tot wijziging van de Wet op de zorgtoeslag, in verband met de introductie van een vermogenstoets bepaalt dat met ingang van 2013 een aanvullende voorwaarde voor zorgtoeslag is dat het huishouden in box 3 niet meer dan € 80.000 meer belastbaar vermogen heeft dan het vrijgestelde bedrag. De Overige fiscale maatregelen 2013 bepalen dat daarbij meetellen de groene beleggingen, zie vermogenstoets. Nog steeds is deze vermogenstoets minder streng dan voor de huurtoeslag. Zorgtoeslag kan zowel via internet (DigiD vereist) als met een papieren formulier (verkrijgbaar via de BelastingTelefoon) aangevraagd worden.

## Uitbetaling
Zorgtoeslag wordt maandelijks uitbetaald rond de 20e van de maand ervoor. De zorgtoeslag wordt dus voordat de maand begint bij de ontvanger op de rekening bijgeschreven. Als de 20e in het weekend of op een feestdag valt dan wordt er uitbetaald op de eerste werkdag daarna.

## Ingetrokken plan huishoudentoeslag
De regering is van plan geweest in 2015 de ouderenkorting samen met de MKOB om te zetten in een inkomensafhankelijke kop op de zorgtoeslag (ouderencomponent huishoudentoeslag). De vermogenstoets die op de zorgtoeslag en het kindgebonden budget wordt toegepast, zou vervangen worden door een gestaffelde vermogenstoets, die ook zou gaan gelden voor de ouderencomponent.